# Жишковец
Жишковец је насељено место у саставу града Чаковца у Међимурској жупанији, Хрватска. До територијалне реорганизације у Хрватској налазио се у саставу старе општине Чаковец.

## Становништво
На попису становништва 2011. године, Жишковец је имао 543 становника.

## Попис1991.
На попису становништва 1991. године, насељено место Жишковец је имало 577 становника, следећег националног састава:
| Попис 1991.‍  | Попис 1991.‍  | Попис 1991.‍ | Попис 1991.‍ | Попис 1991.‍ |
| ------------ | ------------ | ----------- | ----------- | ----------- |
|              |              |             |             |             |
| Хрвати       | Хрвати       |             | 550         | 95,32%      |
| Словенци     | Словенци     |             | 8           | 1,38%       |
| Југословени  | Југословени  |             | 1           | 0,17%       |
| неопредељени | неопредељени |             | 5           | 0,86%       |
| непознато    | непознато    |             | 13          | 2,25%       |
| укупно: 577  |              |             |             |             |